# Isosturmia grandis
Isosturmia grandis är en tvåvingeart som beskrevs av Zhao och Sun 1993. Isosturmia grandis ingår i släktet Isosturmia och familjen parasitflugor.
Artens utbredningsområde är Guizhou (Kina). Inga underarter finns listade i Catalogue of Life.